# 종편 개국쇼 더좋은 방송이야기
《종편 개국쇼 더좋은 방송이야기》는 대한민국의 종합편성채널(JTBC·MBN·TV조선·채널A)을 통해 개국 특집 프로그램이다.

## 개요
2011년 12월 1일에 첫 번째 편성 프로그램으로 종편 4사 공동 출범과 함께, 시청자들에게 더 나은 방송을 보여주기 위한 다짐을 통해서 대한민국 가수들의 축하 공연으로 방송되었다.

## 방송 일정
- 개국 당일에는 저녁 5시 40분 ~ 8시까지 방송되었다.
- 개국 당일에는 2부가 편성된 1부 개막식, 2부 축하 무대 등의 구성되었다.

## 장소
1부는 세종문화회관 대강당, 2부는 고려대학교 화정체육관으로 열렸다.

## 진행자
- 손범수

## 참여 가수
- 1부 : 박정현, 원더걸스, 미스에이
- 2부 : 소녀시대, 샤이니, 김건모, 김장훈, 인순이, 송대관, 태진아, 설운도

## 참고 사항
- 박희태 국회의장을 뒤늦게 참석하였다.
- 전국언론노동조합에서 총파업으로 "종편 특혜 반대" 항의 집회를 열었다.